# Se vende un tranvía
Se vende un tranvía es el primer capítulo de un proyecto de serie española llevado a cabo en el año 1959 bajo en título de "Los pícaros". La serie estaba escrita por Rafael Azcona y Luis García Berlanga. Este último además codirigia la serie con Juan Estelrich March. El primer capítulo narra la historia de Julián (José Luis López Vázquez), un estafador de la capital que intenta timar a un rico terrateniente del medio rural, vendiéndole un tranvía. El cortometraje fue censurado por sus puntos anticlericales y la serie nunca se llevó a cabo.

## Sinopsis
Julián nos relata desde el patio de la cárcel como llegó allí intentando estafar a un rico agricultor aprovechándose de su ingenuidad. Julián y su panda de colaboradores montan una gran escenografía haciendo creer al "tonto" del pueblo que son dueños de un tranvía de línea y que están dispuestos a vendérselo. La víctima no sólo cae en la trampa sino que empuja a otro amigo suyo del pueblo a hacer lo mismo. Finalmente, los estafadores son reconocidos, y Julián capturado mientras intenta vender una baliza aerostática robada en una Base Americana.

## Reparto
- José Luis López Vázquez interpretando a Julián "el torillo".
- Antonio García Quijada interpretando a Don Hilario.
- Antonio Martínez interpretando a la primera víctima.
- Goyo Lebrero interpretando a la segunda víctima del timo.
- María Luisa Ponte interpretando a la Superiora de las hermanitas de los pobres.
- Chus Lampreave interpretando a Marujita.
- Luis Ciges interpretando al revisor del tranvía.
- José María Tasso interpretando a Paco, el falso cobrador de impuestos.
- José Orjas interpretando al comisario de la policía.
- Luis García Berlanga interpretando al comprador de la baliza aerostática.
- Con la colaboración de Xan das Bolas y Luis Marín.